# Catedral de San Patricio (Fort Worth)
La Catedral de San Patricio (en inglés: St. Patrick Cathedral) es una catedral de la Iglesia Católica con sede en Fort Worth, Texas, al sur de Estados Unidos. Es una parroquia de la diócesis de Fort Worth y el asiento de su obispo. La iglesia de San Patricio se inició en 1888 y fue dedicada en 1892. Está inscrita en el registro nacional de lugares históricos.
Comenzando en 1870, el padre Vincent Perrier visitaría los católicos que vivían en Fort Worth dos veces al año. Se reunían en la casa de la familia Carrico. siendo la primera parroquia católica de Fort Worth la de San Estanislao. Su edificio para la iglesia era una estructura de bastidor en la calle Throckmorton. En 1879 el padre Thomas Loughrey, que en ese momento había sido asignado como pastor de San Estanislao, comenzó una escuela para niños. Las clases se llevaron a cabo en la iglesia hasta 1907, cuando la estructura fue derribada .
La iglesia de St. Patrick presente fue construida al norte de la antigua iglesia de San Estanislao. La primera piedra fue colocada en 1888 y la iglesia fue oficialmente inaugurada en 1892.